# Grenze zwischen Kroatien und Ungarn

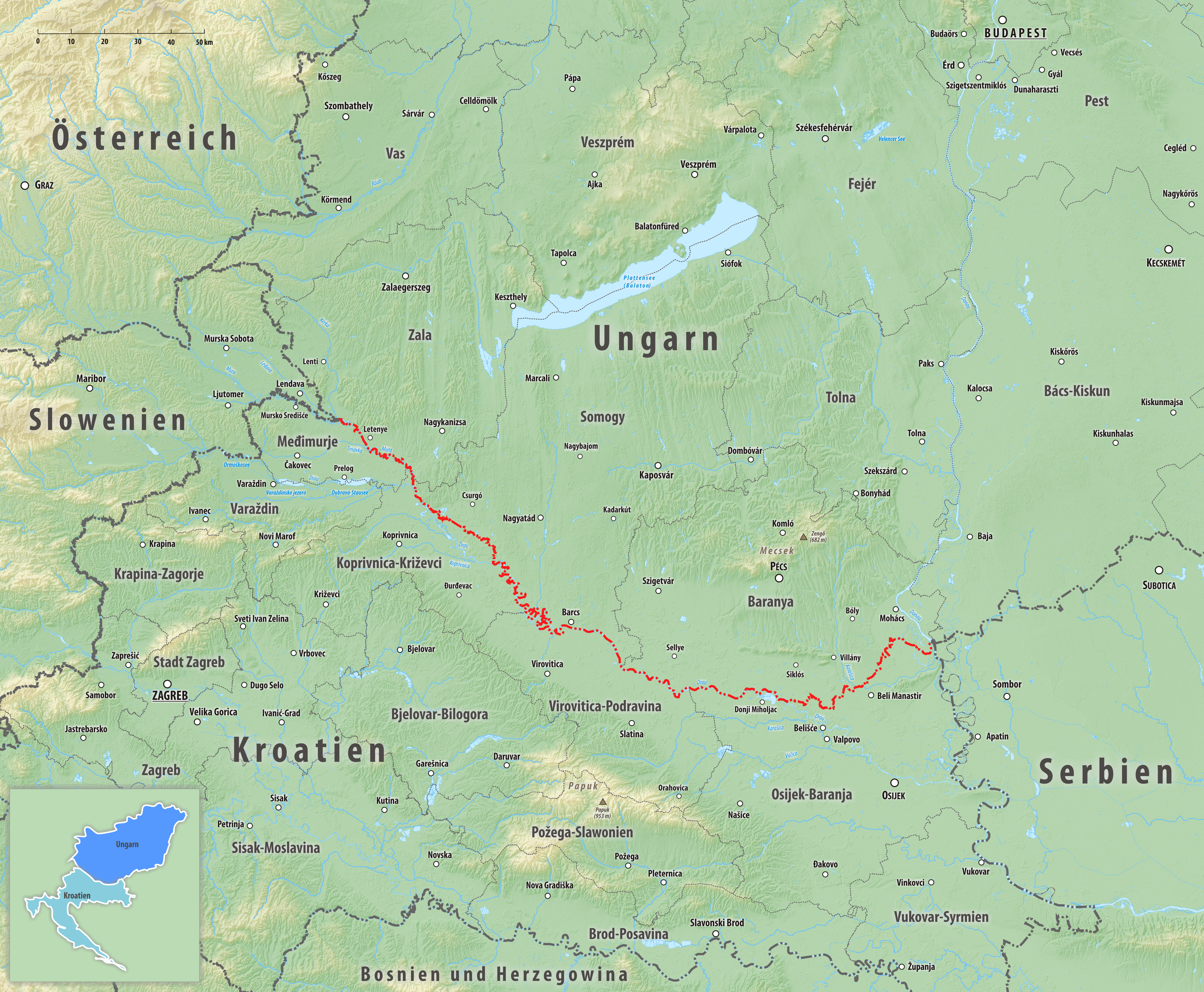
Grenzverlauf zwischen Kroatien und Ungarn

Die Grenze zwischen Kroatien und Ungarn trennt das Staatsgebiet der Republik Kroatien von Ungarn. Ihre Länge wird mit 329 km angegeben. Die Grenze folgt überwiegend dem historischen Verlauf der Flüsse Drau (Drava) und Mur (Mura).

## Grenzverlauf
Die gemeinsame Staatsgrenze nimmt im Osten am Austritt der Donau aus Ungarn ihren Anfang (nach bestrittener kroatischer Auffassung gehört auch ein rund 6 km breiter Abschnitt (Karapanđža) östlich der Donau zu Kroatien, siehe hierzu Grenze zwischen Kroatien und Serbien). Sie folgt westlich der Donau zunächst verschiedenen Altwässern dieses Flusses und erreicht bei Udvar die ungarische Hauptstraße  56-os főút, die zugleich als Europastraße 73 hier die Grenze überschreitet und sich in Kroatien als Državna cesta D7 fortsetzt. Die Grenze folgt dann westlich der D7 in rund einem bis zwei Kilometer Abstand der D7 und quert die Bahnstrecke Villány – Beli Manastir. Weiter nach Westen belässt sie das Dorf Luč auf kroatischer und Illocska auf ungarischer Seite und lässt zwischen dem ungarischen Beremend und dem kroatischen Baranjsko Petrovo Selo eine Straße (auf kroatischer Seite Nr. 211) die Grenze passieren. Nördlich des kroatischen Podgajci Podravski erreicht sie die Drau, deren historischem Lauf (der nicht ganz mit dem aktuellen Lauf übereinstimmt) sie flussaufwärts folgt; dabei bleiben Donji Miholjac (mit Straßengrenzübergang, in Ungarn an der  58-as főút, in Kroatien an der Državna cesta D53), Moslavina Podravska und Noskovci auf der kroatischen Seite. Die nächste größere ungarische Stadt ist Barcs mit einem Straßenübergang der Europastraße 661 (auf ungarischer Seite  68-as főút, die hier mit der 6-os főút zusammentrifft, auf kroatischer Državna cesta D5). Nach Westen nimmt die Grenze einen stark mäandrierenden Verlauf, bis sie sich westlich des ungarischen Bélavár von der Drau entfernt und nördlich des Flusses verläuft. Zu Kroatien gehört die Gemeinde Gola nördlich der Drau mit einem Straßenübergang in das ungarische Berzence. Dabei bleibt die zum Bahnknoten Gyékényes bei Zákány führende Eisenbahnstrecke immer auf ungarischem Gebiet. Bei Zákány besteht ein Eisenbahnübergang an der Hauptstrecke von Budapest nach Zagreb. Hier erreicht die Grenze wieder die Drau, deren Lauf sie bis zur Einmündung der Mur (Mura) folgt. Zwischen Murakeresztúr (Ungarn) und Kotoriba (Kroatien) überquert die Bahnstrecke Nagykanizsa-Čakovec die Grenze, beim ungarischen Letenye die Autobahn von Budapest nach Zagreb (auf ungarischer Seite Autópálya M7, auf kroatischer Autocesta A4, zugleich Europastraße 65 und Europastraße 71). Südlich des ungarischen Muraszemenye endet die kroatisch-ungarische Grenze am Dreiländereck mit Slowenien an der Mündung der Ledava (ungarisch Lendva, deutsch Limbach), jedoch ist der Grenzverlauf bis zur Mündung der vom ungarischen Lenti kommenden Kerka ungeklärt, wobei sich das slowenisch-kroatisch-ungarische Dreiländereck nach slowenischer Angabe etwa 300 Meter nordwestlich der Mündung in die Mur befindet, nach ungarischer Angabe etwa 200 Meter südöstlich des Zusammenflusses Ledava–Kerka.

## Gemeinden an der Staatsgrenze (von West nach Ost)

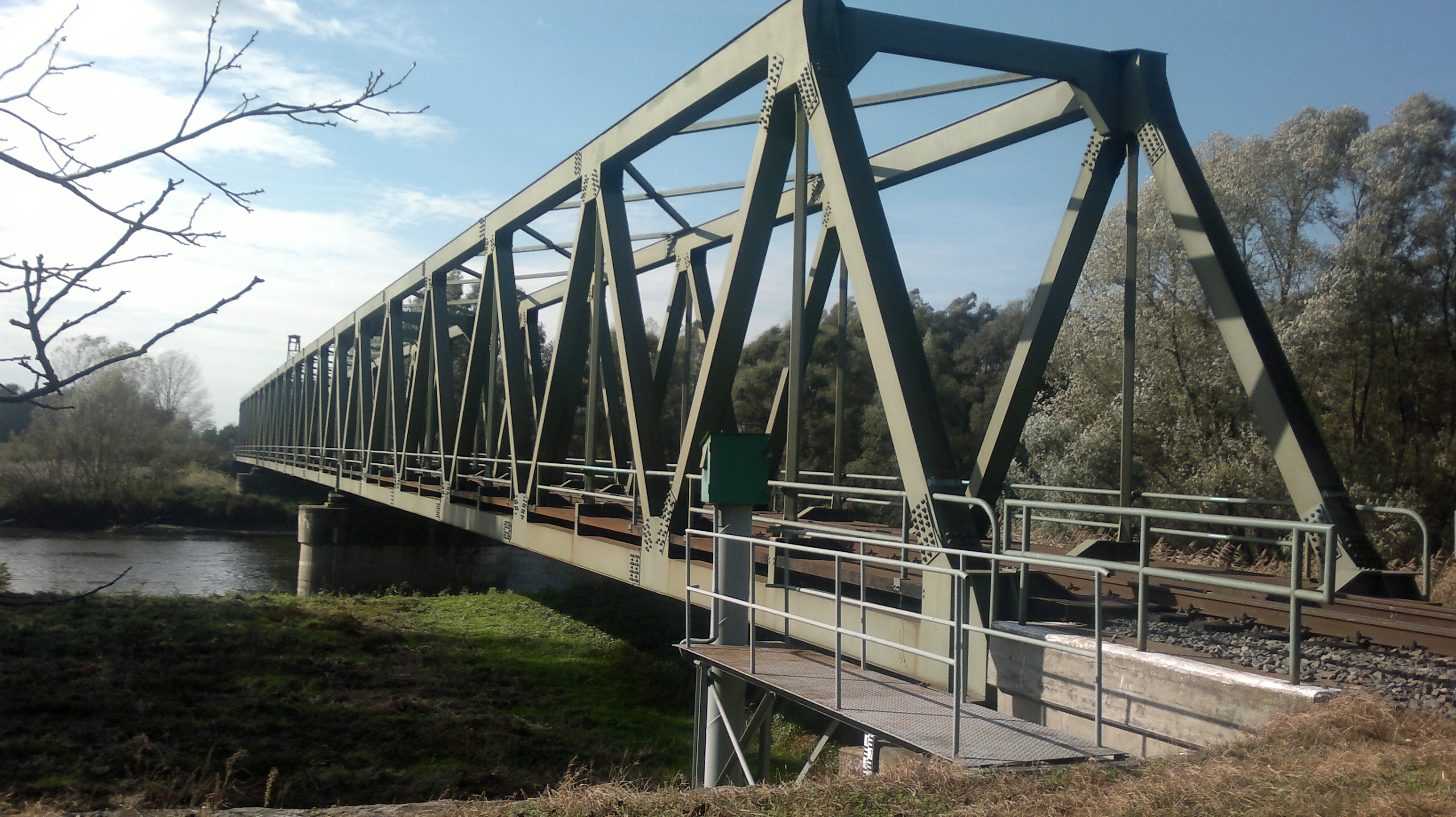
Eisenbahnbrücke über die Mur bei Murakeresztúr

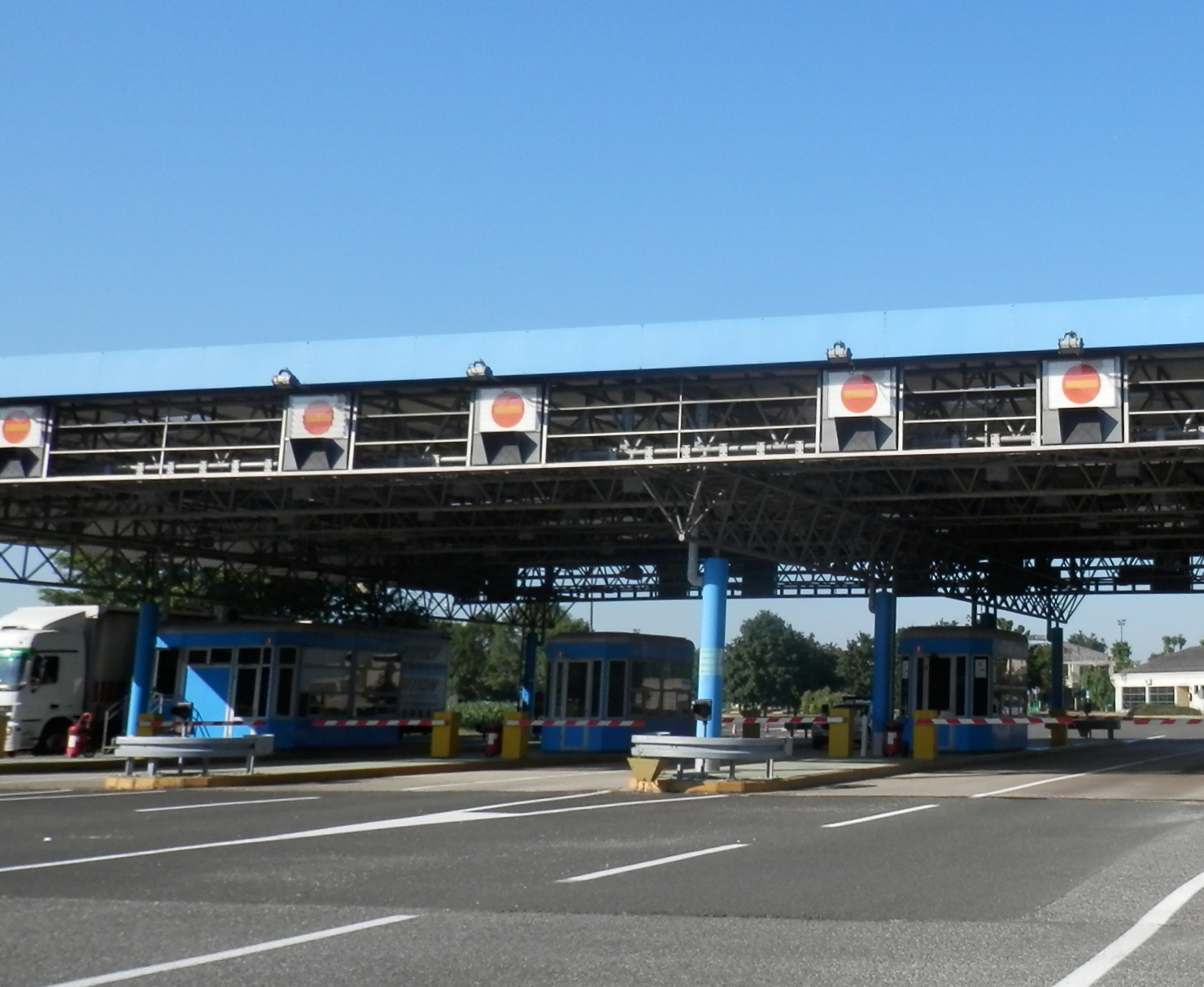
Autobahnübergang Goričan – Letenye auf kroatischer Seite

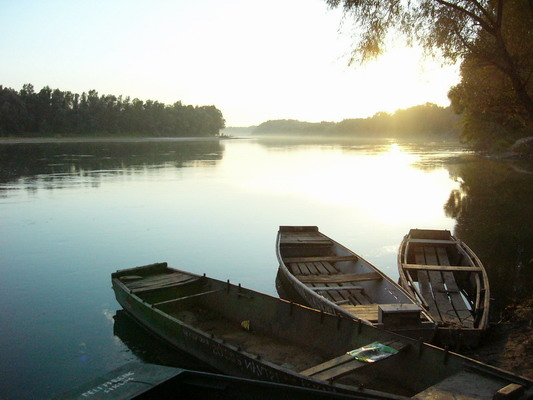
Die Drau bei Drávaszabolcs

| KROATIEN             | KROATIEN                              | KROATIEN         |                  | UNGARN   | UNGARN                    | UNGARN         |
| Gespanschaft         | Gemeinde                              | Grenz- übertritt | Grenz- übertritt | Gemeinde | Komitat Verwaltungsbezirk |                |
| -------------------- | ------------------------------------- | ---------------- | ---------------- | -------- | ------------------------- | -------------- |
| Slowenien            |                                       |                  |                  |          |                           |                |
| Međimurje            | Podturen                              |                  | M u r            |          | Muraszemenye              | Zala           |
| Međimurje            | Dekanovec                             |                  | M u r            |          | Muraszemenye              | Zala           |
| Međimurje            | Domašinec                             |                  | M u r            |          | Muraszemenye              | Zala           |
| Međimurje            | Murarátka                             |                  | M u r            |          |                           | Zala           |
| Međimurje            | Letenye                               |                  | M u r            |          |                           | Zala           |
| Međimurje            | Goričan                               |                  | M u r            |          |                           | Zala           |
| Međimurje            | Kotoriba                              |                  | M u r            |          |                           | Zala           |
| Međimurje            | Tótszerdahely                         |                  | M u r            |          |                           | Zala           |
| Međimurje            | Molnári                               |                  | M u r            |          |                           | Zala           |
| Međimurje            | Murakeresztúr                         |                  | M u r            |          |                           | Zala           |
| Koprivnica-Križevci  | Legrad                                |                  | M u r            |          |                           | Zala           |
| Koprivnica-Križevci  | Legrad                                |                  | M u r            | Őrtilos  | Somogy                    |                |
| Koprivnica-Križevci  | Legrad                                | D r a u          |                  | Őrtilos  | Somogy                    |                |
| Koprivnica-Križevci  | Đelekovec                             |                  |                  | Őrtilos  | Somogy                    |                |
| Koprivnica-Križevci  | Legrad                                |                  |                  | Őrtilos  | Somogy                    |                |
| Koprivnica-Križevci  | Zákány                                |                  |                  |          | Somogy                    |                |
| Koprivnica-Križevci  | Drnje                                 |                  |                  |          | Somogy                    |                |
| Koprivnica-Križevci  |                                       | Gyékényes        |                  |          | Somogy                    |                |
| Koprivnica-Križevci  | Gola                                  |                  |                  |          | Somogy                    |                |
| Koprivnica-Križevci  | Berzence                              |                  |                  |          | Somogy                    |                |
| Koprivnica-Križevci  | Somogyudvarhely                       |                  |                  |          | Somogy                    |                |
| Koprivnica-Križevci  | Bélavár                               |                  |                  |          | Somogy                    |                |
| Koprivnica-Križevci  | Novo Virje                            |                  | D r a u          |          | Somogy                    |                |
| Koprivnica-Križevci  | Novo Virje                            | Vízvár           | D r a u          |          | Somogy                    |                |
| Koprivnica-Križevci  | Ferdinandovac                         |                  | D r a u          |          | Somogy                    |                |
| Koprivnica-Križevci  | Heresznye                             |                  | D r a u          |          | Somogy                    |                |
| Koprivnica-Križevci  | Bolhó                                 |                  | D r a u          |          | Somogy                    |                |
| Koprivnica-Križevci  | Podravske Sesvete                     |                  | D r a u          |          | Somogy                    |                |
| Virovitica-Podravina | Pitomača                              |                  | D r a u          |          | Somogy                    |                |
| Virovitica-Podravina | Pitomača                              | Babócsa          | D r a u          |          | Somogy                    |                |
| Virovitica-Podravina | Pitomača                              | Péterhida        | D r a u          |          | Somogy                    |                |
| Virovitica-Podravina | Pitomača                              | Barcs            | D r a u          |          | Somogy                    |                |
| Virovitica-Podravina | Špišić Bukovica                       |                  | D r a u          |          | Somogy                    |                |
| Virovitica-Podravina | Lukač                                 |                  | D r a u          |          | Somogy                    |                |
| Virovitica-Podravina | Gradina                               |                  | D r a u          |          | Somogy                    |                |
| Virovitica-Podravina | Drávagárdony                          |                  | D r a u          |          | Somogy                    |                |
| Virovitica-Podravina | Tótújfalu                             |                  | D r a u          |          | Somogy                    |                |
| Virovitica-Podravina | Szentborbás                           |                  | D r a u          |          | Somogy                    |                |
| Virovitica-Podravina |                                       | Felsőszentmárton | D r a u          | Baranya  |                           |                |
| Virovitica-Podravina | Sopje                                 | Felsőszentmárton | D r a u          | Baranya  |                           |                |
| Virovitica-Podravina | Drávakeresztúr                        |                  | D r a u          | Baranya  |                           |                |
| Virovitica-Podravina | Drávasztára                           |                  | D r a u          | Baranya  |                           |                |
| Virovitica-Podravina | Čađavica                              |                  | D r a u          | Baranya  |                           |                |
| Virovitica-Podravina | Zaláta                                |                  | D r a u          | Baranya  |                           |                |
| Virovitica-Podravina | Kemse                                 |                  | D r a u          | Baranya  |                           |                |
| Osijek-Baranja       | Podravska Moslavina                   |                  | D r a u          | Baranya  |                           |                |
| Osijek-Baranja       | Podravska Moslavina                   | Piskó            | D r a u          | Baranya  |                           |                |
| Osijek-Baranja       | Podravska Moslavina                   | Vejti            | D r a u          | Baranya  |                           |                |
| Osijek-Baranja       | Podravska Moslavina                   | Hirics           | D r a u          | Baranya  |                           |                |
| Osijek-Baranja       | Viljevo                               |                  | D r a u          | Baranya  |                           | Kisszentmárton |
| Osijek-Baranja       | Viljevo                               | Cún              | D r a u          | Baranya  |                           |                |
| Osijek-Baranja       | Viljevo                               | Szaporca         | D r a u          | Baranya  |                           |                |
| Osijek-Baranja       | Donji Miholjac                        |                  | D r a u          | Baranya  |                           |                |
| Osijek-Baranja       | Tésenfa                               |                  | D r a u          | Baranya  |                           |                |
| Osijek-Baranja       | Drávacsehi                            |                  | D r a u          | Baranya  |                           |                |
| Osijek-Baranja       | Drávapalkonya                         |                  | D r a u          | Baranya  |                           |                |
| Osijek-Baranja       | Drávaszabolcs                         |                  | D r a u          | Baranya  |                           |                |
| Osijek-Baranja       | Gordisa                               |                  | D r a u          | Baranya  |                           |                |
| Osijek-Baranja       | Matty                                 |                  | D r a u          | Baranya  |                           |                |
| Osijek-Baranja       | P a n o n i s c h e T i e f e b e n e |                  | Alsószentmárton  | Baranya  |                           |                |
| Osijek-Baranja       | P a n o n i s c h e T i e f e b e n e | Old              |                  | Baranya  |                           |                |
| Osijek-Baranja       | P a n o n i s c h e T i e f e b e n e | Belišće          |                  | Baranya  |                           |                |
| Osijek-Baranja       | P a n o n i s c h e T i e f e b e n e | Petlovac         |                  | Baranya  |                           |                |
| Osijek-Baranja       | P a n o n i s c h e T i e f e b e n e | Kásád            |                  | Baranya  |                           |                |
| Osijek-Baranja       | P a n o n i s c h e T i e f e b e n e | Beremend         |                  | Baranya  |                           |                |
| Osijek-Baranja       | P a n o n i s c h e T i e f e b e n e | Illocska         |                  | Baranya  |                           |                |
| Osijek-Baranja       | P a n o n i s c h e T i e f e b e n e | Beli Manastir    |                  | Baranya  |                           |                |
| Osijek-Baranja       | P a n o n i s c h e T i e f e b e n e | Ivándárda        |                  | Baranya  |                           |                |
| Osijek-Baranja       | P a n o n i s c h e T i e f e b e n e | Popovac          |                  | Baranya  |                           |                |
| Osijek-Baranja       | P a n o n i s c h e T i e f e b e n e | Sárok            |                  | Baranya  |                           |                |
| Osijek-Baranja       | P a n o n i s c h e T i e f e b e n e | Bezedek          |                  | Baranya  |                           |                |
| Osijek-Baranja       | P a n o n i s c h e T i e f e b e n e | Majs             |                  | Baranya  |                           |                |
| Osijek-Baranja       | P a n o n i s c h e T i e f e b e n e | Draž             |                  | Baranya  |                           |                |
| Osijek-Baranja       | P a n o n i s c h e T i e f e b e n e | Udvar            |                  | Baranya  |                           |                |
| Osijek-Baranja       | P a n o n i s c h e T i e f e b e n e | Sátorhely        |                  | Baranya  |                           |                |
| Osijek-Baranja       | P a n o n i s c h e T i e f e b e n e | Kölked           |                  | Baranya  |                           |                |
| Serbien              |                                       |                  |                  |          |                           |                |

## Geschichte
Während der österreichisch-ungarischen Monarchie verlief die Grenze zwischen dem Königreich Ungarn und dem als Nebenland zu Ungarn gehörenden Königreich Kroatien und Slawonien, soweit das heutige Kroatien betroffen ist, entlang der Drau. Durch den Frieden von Trianon erhielt das Königreich der Serben, Kroaten und Slowenen, dem sich Kroatien im Dezember 1918 angeschlossen hatte, ganz Kroatien mit Ausnahme der von Italien annektierten Teile an der Adriaküste und in Istrien. Auch die bis dahin zu Kernungarn gehörende Gespanschaft Međimurje kam am 9. Januar 1919 an das Königreich der Serben, Kroaten und Slowenen. Međimurje wurde 1941 von Ungarn annektiert. Nach dem Zweiten Weltkrieg wurde die Grenze von 1920 wiederhergestellt und blieb auch bei der Auflösung Jugoslawiens unverändert. Sie wurde durch den Beitritt Kroatiens zur Europäischen Union am 1. Juli 2013 zur EU-Binnengrenze, war aber bis 1. Januar 2023 weiterhin eine Außengrenze des Schengen-Raums, bis Kroatien in jenem Jahr Vollmitglied wurde.
In der Flüchtlingskrise in Europa ab 2015 hat Ungarn ab Juni 2015 Grenzanlagen an der Grenze zu Serbien und Kroatien errichtet.
Seit dem 9. März 2016 werden an der Grenze keine visumpflichtigen Personen ohne Visum aus Kroatien eingelassen (ebenso nicht nach Slowenien und Serbien).
|  |  |  |